# Amparo de São Francisco
Amparo de São Francisco este un oraș în Sergipe (SE), Brazilia.
1. ↑  Instituto Brasileiro de Geografia e Estatística, accesat în 9 iunie 2024